# Okres Turnov
Okres Turnov je bývalý okres, který existoval v Československu do roku 1960.

## Historie
Při změně ústavy ČSSR v roce 1960 zanikl okres Turnov. Důvodem tohoto bylo nejspíše pravicově a liberálně smýšlející turnovské obyvatelstvo. Tímto krokem se Turnov a přilehlé obce dostaly pod Semily. Území Turnovského okresu bylo rozděleno mezi okresy Liberec, Jablonec nad Nisou, Jičín a Mladá Boleslav, přičemž Turnov, Rovensko pod Troskami a některé další obce byly přiřazeny do okresu Semily. Navíc okres Semily byl začleněn do Východočeského kraje, Liberecký kraj zanikl, a tak Hradec Králové byl určitě lepším krajským centrem než vzdálenější Ústí nad Labem, kam museli dojíždět obyvatelé Železného Brodu a okolí (dříve okres Semily), Jablonecka, Liberecka, ale též Malé Skály, Frýdštejna, Příšovic, Sychrova, Kobyl, Českého Dubu, Hodkovic, tedy obcí z bývalého okresu Turnov.

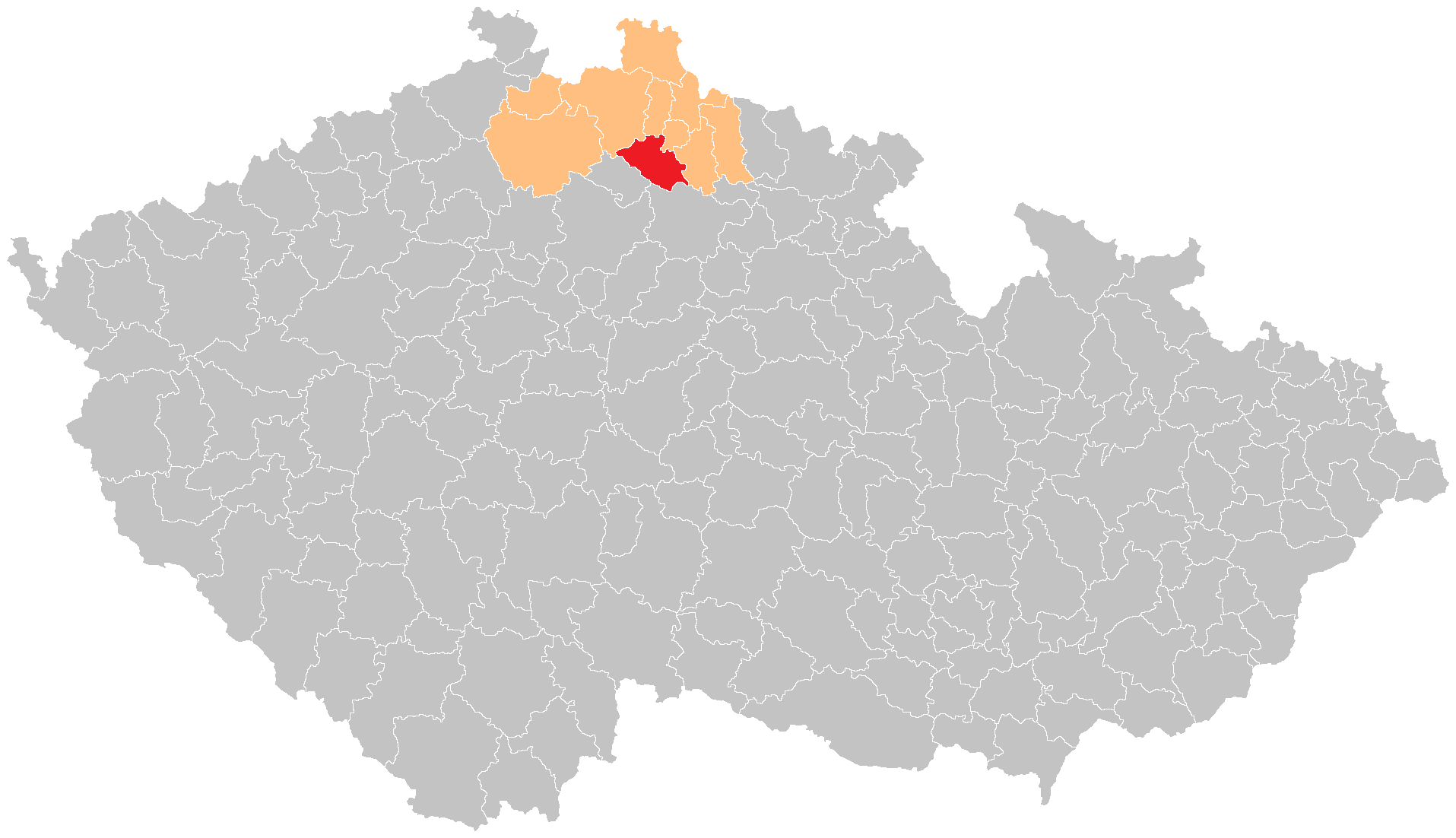
Mapa ORP Turnov

Turnov je od roku 2003 obcí s rozšířenou působností (ORP), pod kterou spadá dalších 36 obcí. Jsou ale ze tří okresů (Liberec, Jablonec a Semily), což je v Česku anomálie. Obyvatelé různých okresů musejí dojíždět pro různé administrativní věci do jiných měst. Například občané z okresu Jablonec nad Nisou musejí dojíždět pro většinu administrativních věcí do Turnova, pro zbytek do Jablonce. Proto byl vypracován návrh zákona o novém územně správním členění státu, ten požadoval buď zachování současného stavu, nebo vyhlášení samostatného okresu Turnov.
Ministerstvo vnitra ale změnilo názor a souhlasí se zachováním nynější územní působnosti obce s rozšířenou působností ORP Turnov. Lidé z měst a obcí spadající svými agendami pod Turnov by v takovém případě i nadále jezdili kvůli úředním záležitostem na novou turnovskou radnici. Původní návrh novely zákona totiž počítal s tím, že by 16 z 37 obcí z ORP Turnov nově spadalo pod Jablonec, Liberec nebo Semily, což by bylo z pohledu dopravní dostupnosti pro občany neúnosné. A jejich starostové proti tomu důrazně protestovali. Petici za samostatný okres Turnov podepsalo přes 7 500 lidí. Ministerstvo sice nepodporuje samostatný okres Turnov, jak se to požaduje v petici, ale současný okres Semily, pod který Turnov spadá, by bylo možné podle Ministerstva vnitra od roku 2020 přejmenovat.
Ministerstvu se i přes velký zájem lidí nelíbí znovuvytvoření okresu Turnov. Ale ministerstvo vnitra se nebrání tomu, aby se například okres nejmenoval Semily, ale okres Semily–Turnov. To by ale nezměnilo základní problémy občanů. Navíc se toto řešení nelíbí obyvatelům Semil.
Ministerstvo se pokusilo přijít s řešením. Úřadovnu České správy sociálního zabezpečení (ČSSZ) by měl Turnov získat. Podle nezávislého starosty Tomáše Hockeho chce radnice jednat ještě o zřízení dalších úřadů státní správy. Navíc by i starosta Tomáš Hocke uvítal katastr. To by byla dobrá zpráva pro občany. Ta špatná je, že se lidé zřejmě hned tak nedočkají samostatného Krajského soudu v Liberci. A to proto, že by se podle náměstka Mlsny musela změnit i struktura státních zastupitelství a celý proces by byl velmi nákladný. Tedy okresy Česká Lípa, Liberec a Jablonec zůstanou pod libereckou pobočkou Krajského soudu v Ústí nad Labem a okres Semily pod Krajským soudem v Hradci Králové.